# Aragóniai János asztúriai herceg
Aragóniai János (spanyolul Juan de Aragón y Castilla vagy Juan de Trastámara y Trastámara) (Sevilla, 1478. június 28. - Salamanca, 1497. október 4.) Aragónia és Kasztília trónjának örököse, Asztúria és Girona és Montblanc hercege, Cervera grófja és Balaguer ura.

## Élete
Édesapja II. Ferdinánd aragóniai király, édesanyja I. Izabella kasztíliai királynő volt.
Négy lánytestvére mellett János herceg volt az egyetlen fiúgyermek. Születését nagy várakozás előzte meg, ugyanis édesanyja nem sokkal korábban egy halott fiút szült. Világrajötte miatt nővére, Izabella infánsnő automatikusan elveszítette a trónörökösi címet, mind Kasztíliában, mind pedig Aragóniában. Keresztnevét apai nagyapja után kapta. 1497. április 3-án, tizennyolc évesen a Burgosi katedrálisban feleségül vette Ausztriai Margit főhercegnőt (1480–1530), I. Miksa német-római császár és I. Mária burgundi hercegnő lányát, János húga, Johanna pedig hozzáment Margit bátyjához, Fülöp főherceghez. Házasságuk Margittal sajnos rövid életűnek bizonyult. A trónörökös alig hat hónap házasság után gyors lefolyású betegségben, feltehetően gümőkórban halt meg útban Portugáliába, nővére Aragóniai és Kasztíliai Izabella (1470–1498) és I. Mánuel portugál király esküvőjére.

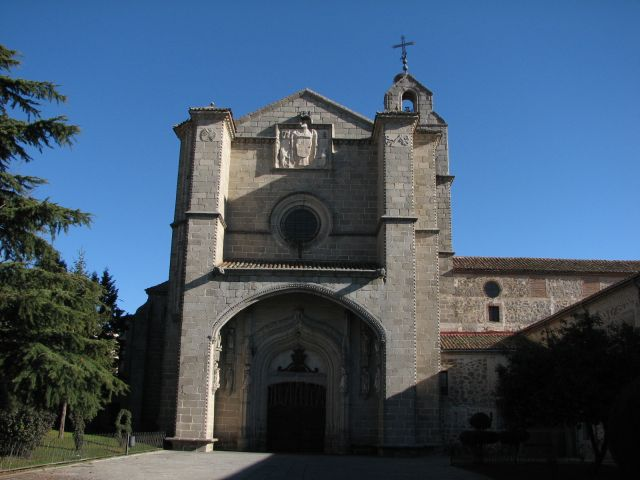
Ávilai Szent Tamás kolostor.

A halálakor özvegye áldott állapotban volt. Margit 1497 decemberében halott gyermeket szült. Ez szertefoszlatta a katolikus királyok azon elképzelését, hogy saját dinasztiájuk uralkodjon továbbra is az egyesített Spanyolországban. János herceg halála után nővére, Izabella kapja meg a spanyol trónörökösnek járó Asztúria és Girona hercege címet.
1492 októberében Kolumbusz Kristóf partraszáll Kubában és az újonnan felfedezett szigetet a trónörökösről Isla Juaná-nak nevezi el.
Ávilá-ban a domonkos-rendi Szent Tamás kolostorban (Real Monasterio de Santo Tomás) helyezték örök nyugalomra. Márványból faragott síremlékét 1510-ben II. Ferdinánd király megrendelésére Domenico Fancelli olasz szobrász készítette.